# TR-85
TR-85 — румынский основной боевой танк, создан параллельно с танком TR-580 на базе советского Т-55. Производился серийно в 1986—1990 годах. Наряду со своим улучшенным вариантом TR-85M1 является основным танком румынской армии.

## История создания
Танк проектировался параллельно с TR-580, но из-за отсутствия 800-сильного двигателя серийное строительство танка TR-800 отложили до 1985 года, когда на танк был установлен 830-сильный западногерманский дизель 8VS-A2T2. Впоследствии серийный танк переименовали в TR-85.
29 марта 2004 года Румыния вступила в блок НАТО и приняла на себя обязательства по переходу на стандарты НАТО. В апреле 2024 года было объявлено о намерении обновить танковый парк. В качестве нового основного боевого танка рассматривается южнокорейский К2 «Чёрная пантера» (однако окончательное решение должно быть принято после окончания испытаний танков К2 на территории Румынии).

## Описание конструкции
В ночное время наводчик ведёт наблюдение за местностью с помощью электронно-оптического монокулярного перископического ночного прицела ТПН-1-22-11. В качестве источника инфракрасного света для последнего используется прожектор Л-2Г «Луна» с ИК-фильтром, установленный в передней части башни рядом с пушкой.
Для наблюдения за местностью командир располагает комбинированным бинокулярным дневно-ночным прибором наблюдения ТКН-1 с ИК-прожектором ОУ-3, установленным перед люком.
На танк серийно устанавливался китайский лазерный дальномер Yangzhou TLRLA. Иногда устанавливался советский КДТ-2.
Двигатель танка — западногерманский 8-цилиндровый дизель 8VS-А2Т2 мощностью 830 л. с. Танк отличается приподнятой крышей МТО, по сравнению с TR-580. На части танков пушки оснащались теплоизоляционными чехлами.

## Вооружение
Основным вооружением TR-85 является нарезная 100-мм пушка A-308. Модернизированная пушка Д-10Т2С получила румынское обозначение А-308 со 41 снарядами в боезапасе. Имеется спаренный 7,62-мм пулемёт MMB (танковая версия M md.66 (ПКТ)) с 5000 патронами и зенитный 12,7-мм пулемёт ДШКМ с 750 патронами.

## Модификации
- TR-800 — прототипы и нулевая серия.
- TR-85 — серийный вариант.
- TR-85M — новая литая башня с кормовой нишей. Изготовлен один прототип.
- PMA-80 — танковый мостоукладчик.

## На вооружении

### Операторы
- Румыния — 103 TR-85 и 54 TR-85M1 на вооружении по состоянию на 2024 год[3].

### Бывшие операторы
- СР Румыния — 556 TR-85, по состоянию на 1989 год[4]

## Галерея TR-800

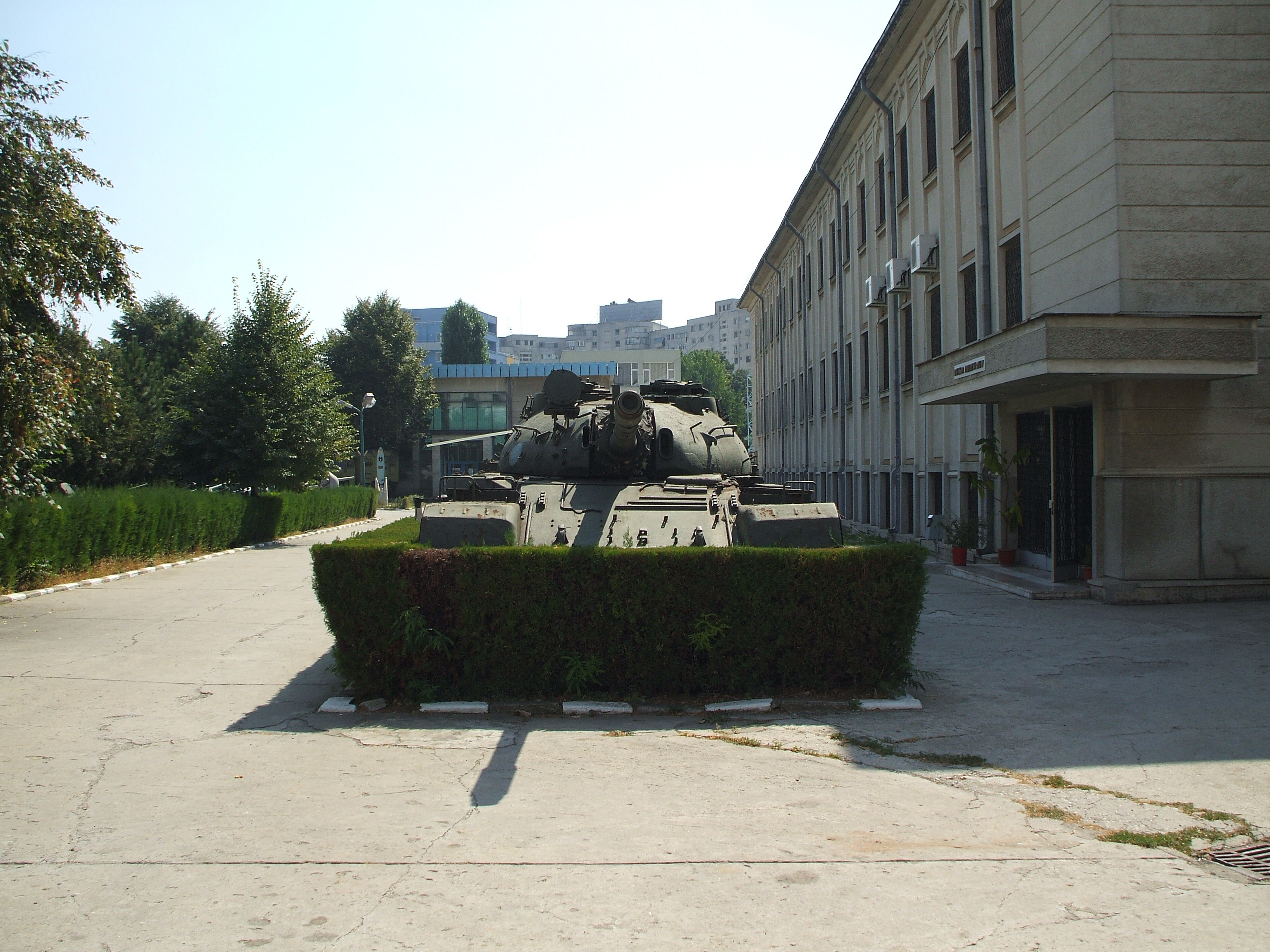
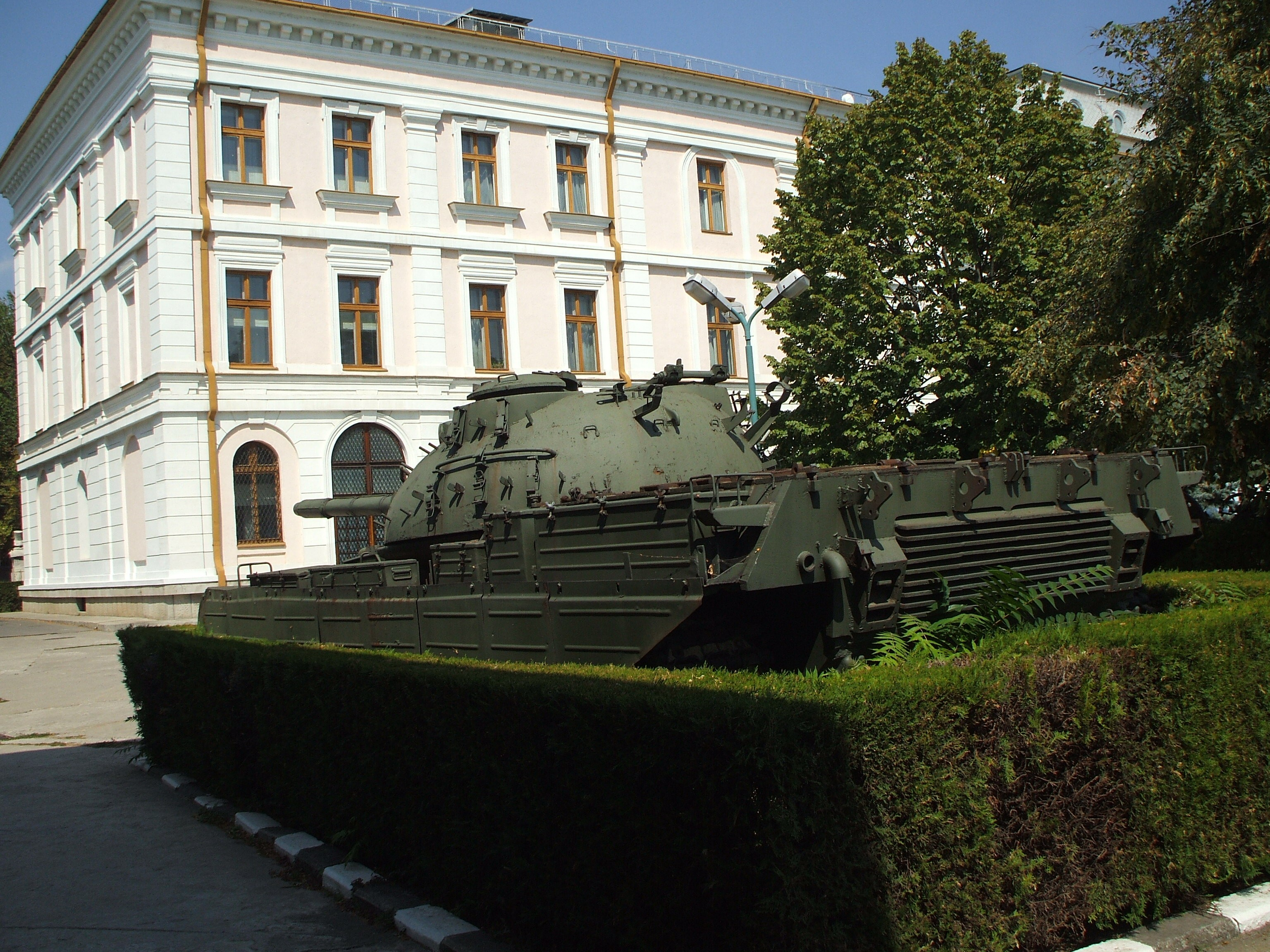
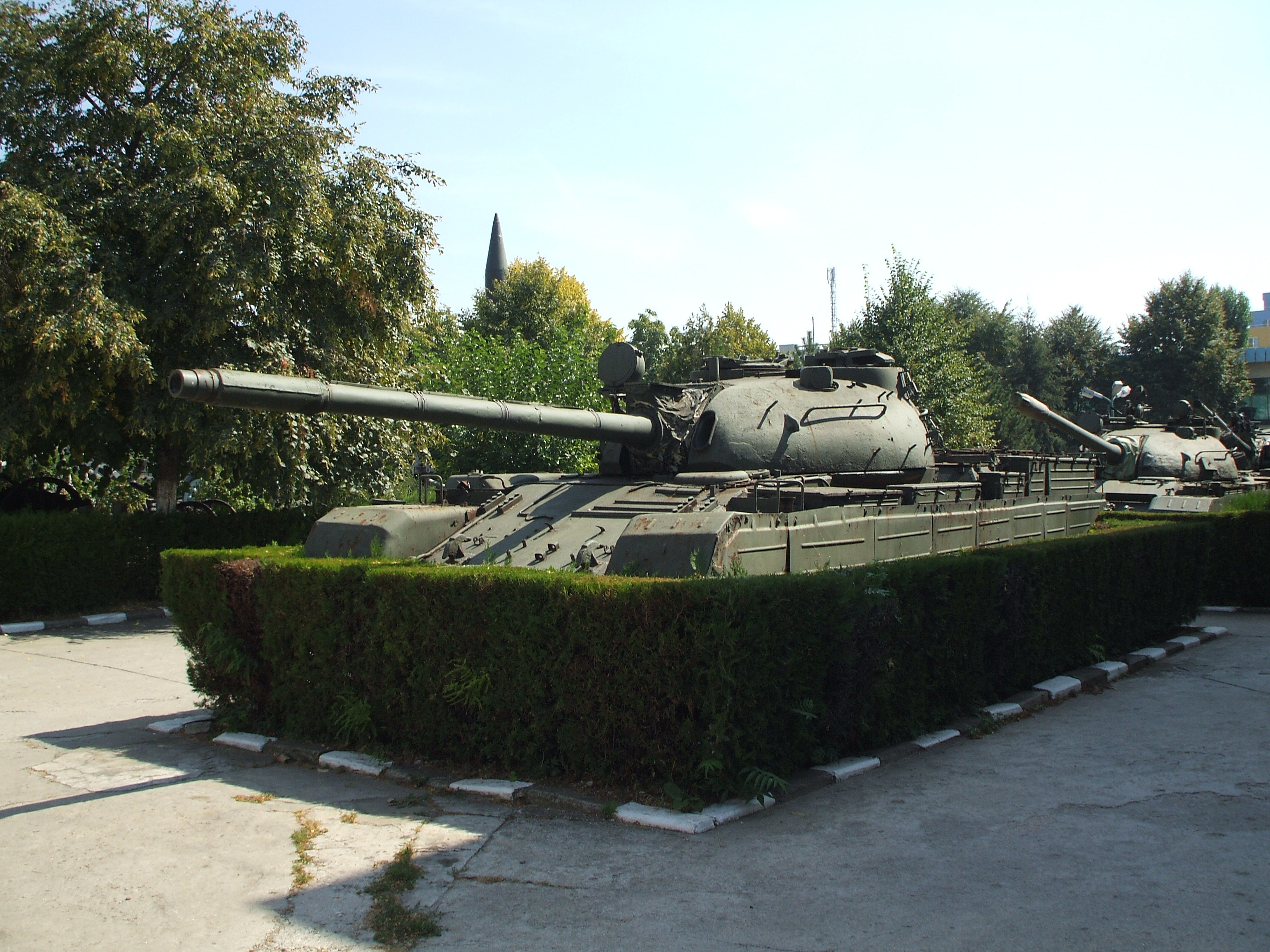

## Галерея TR-85

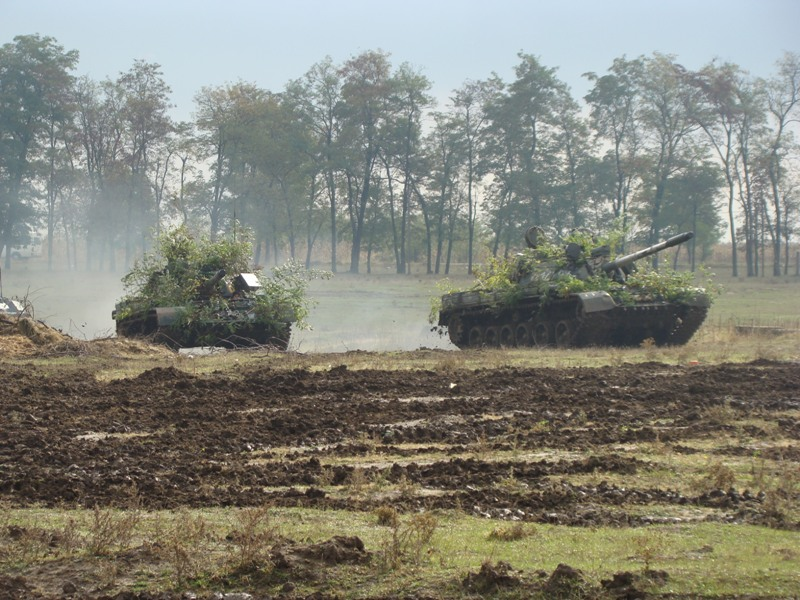
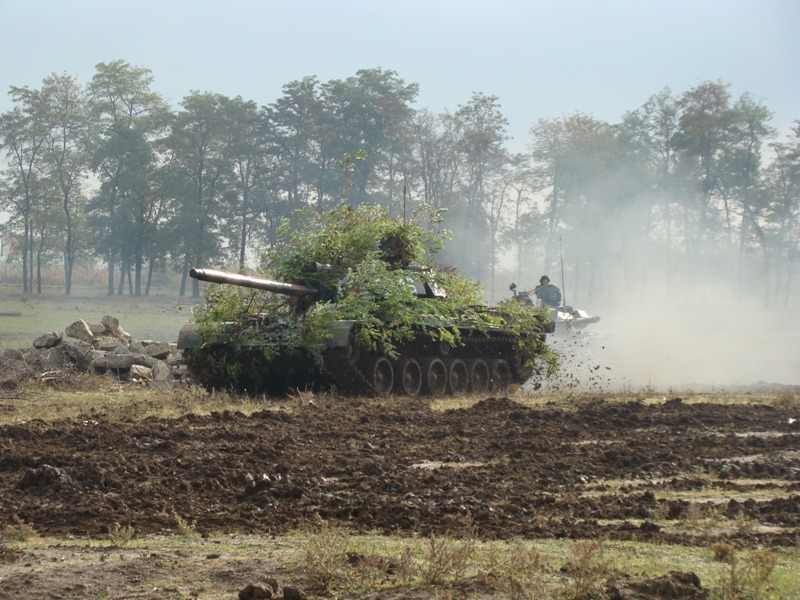
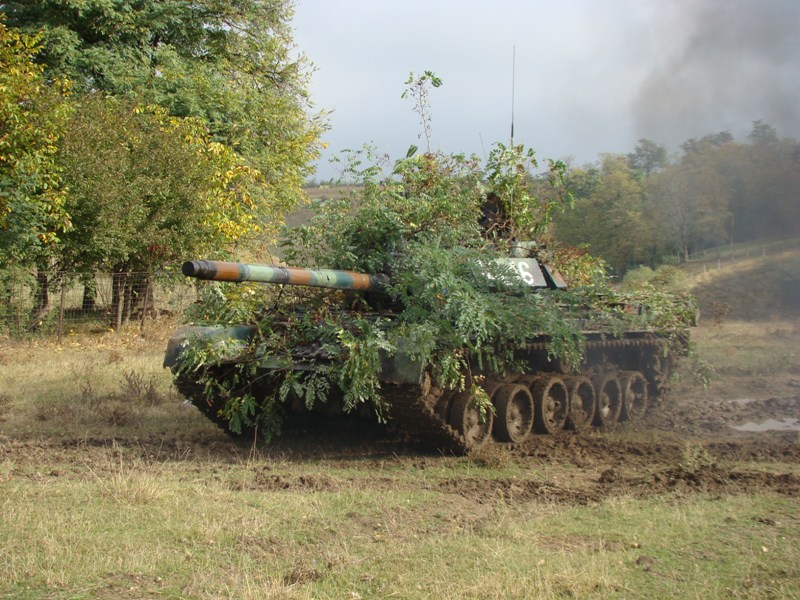
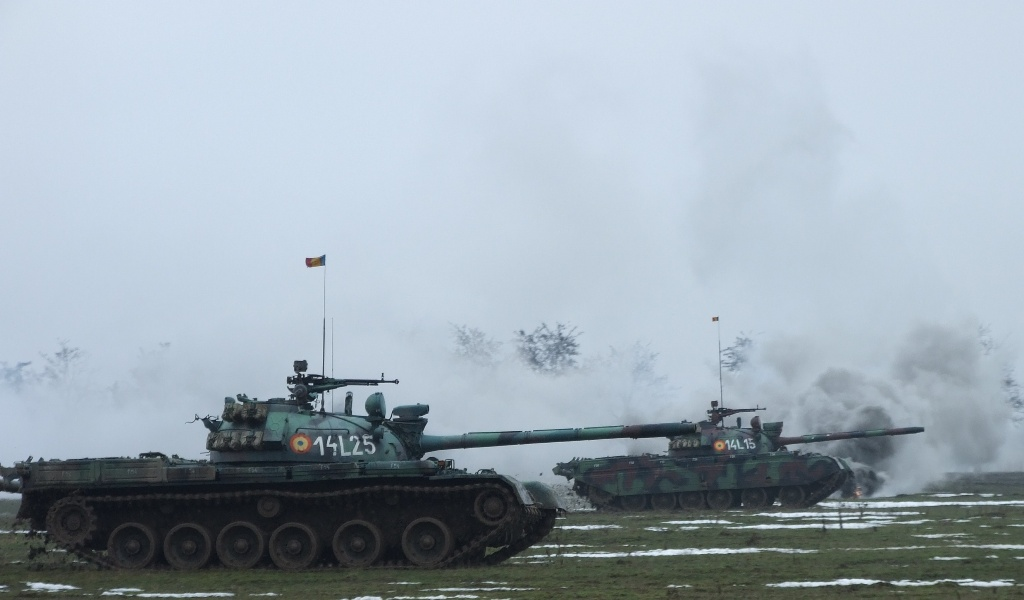
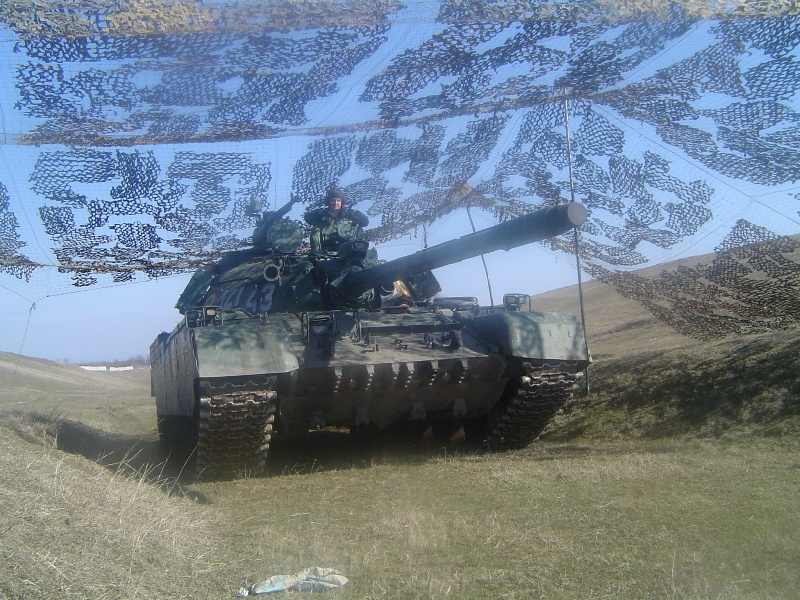
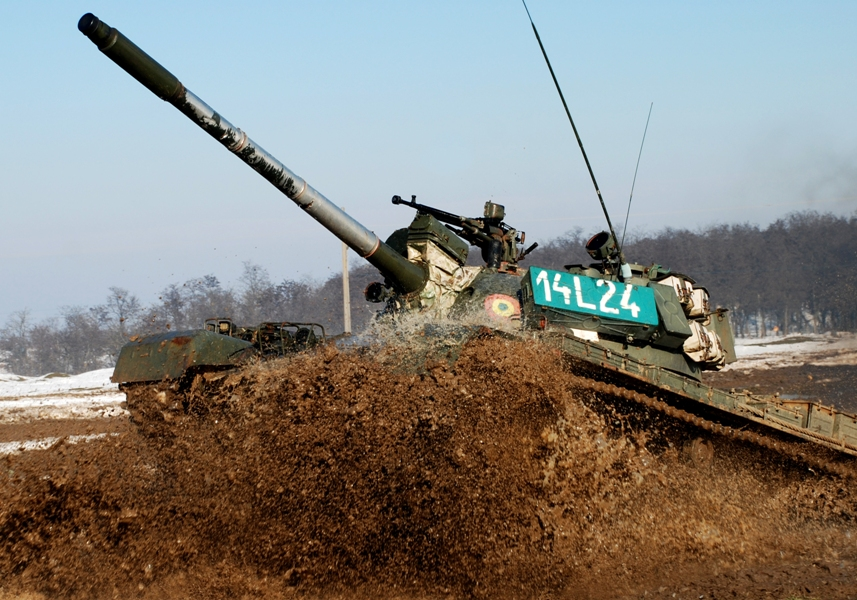
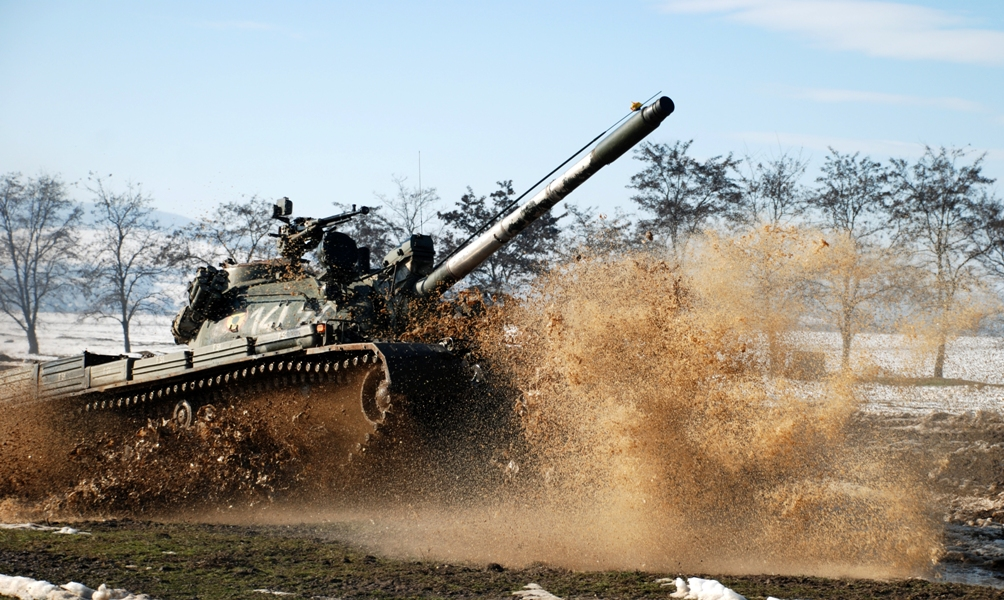
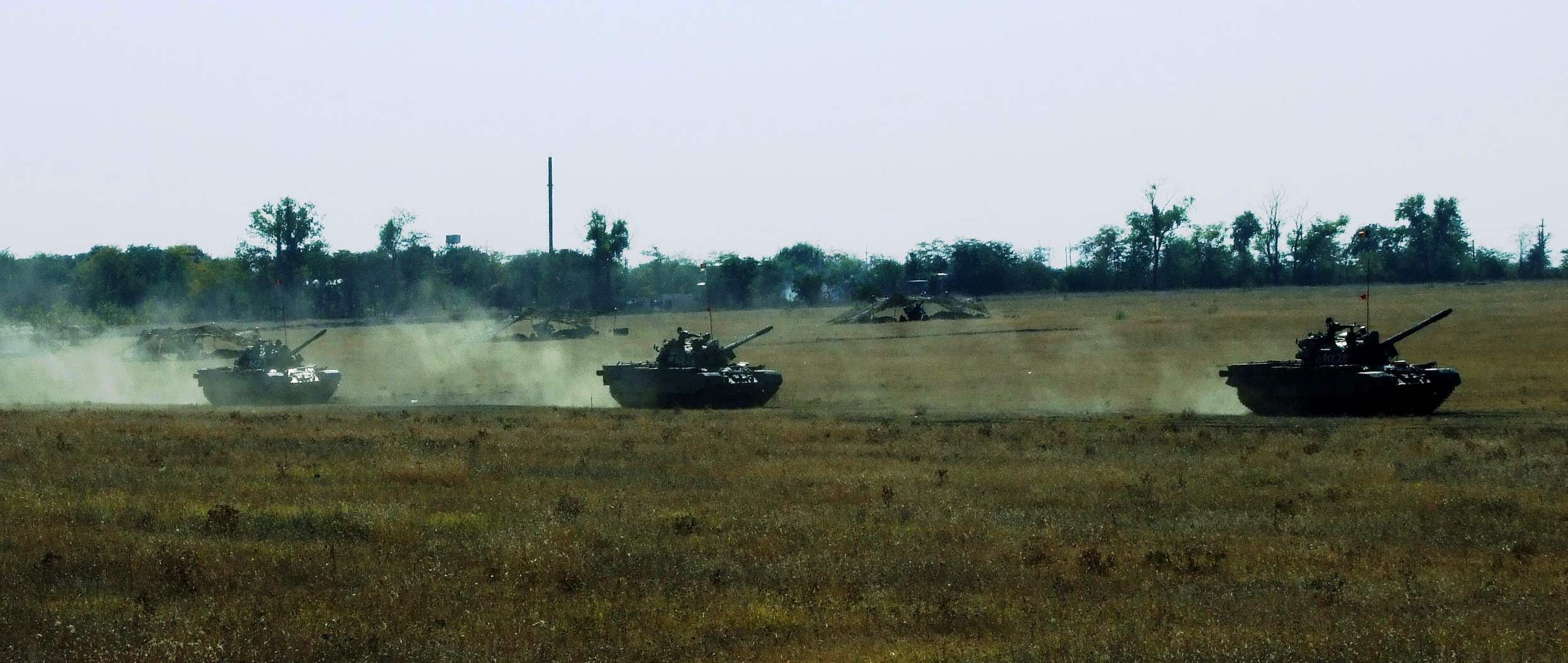
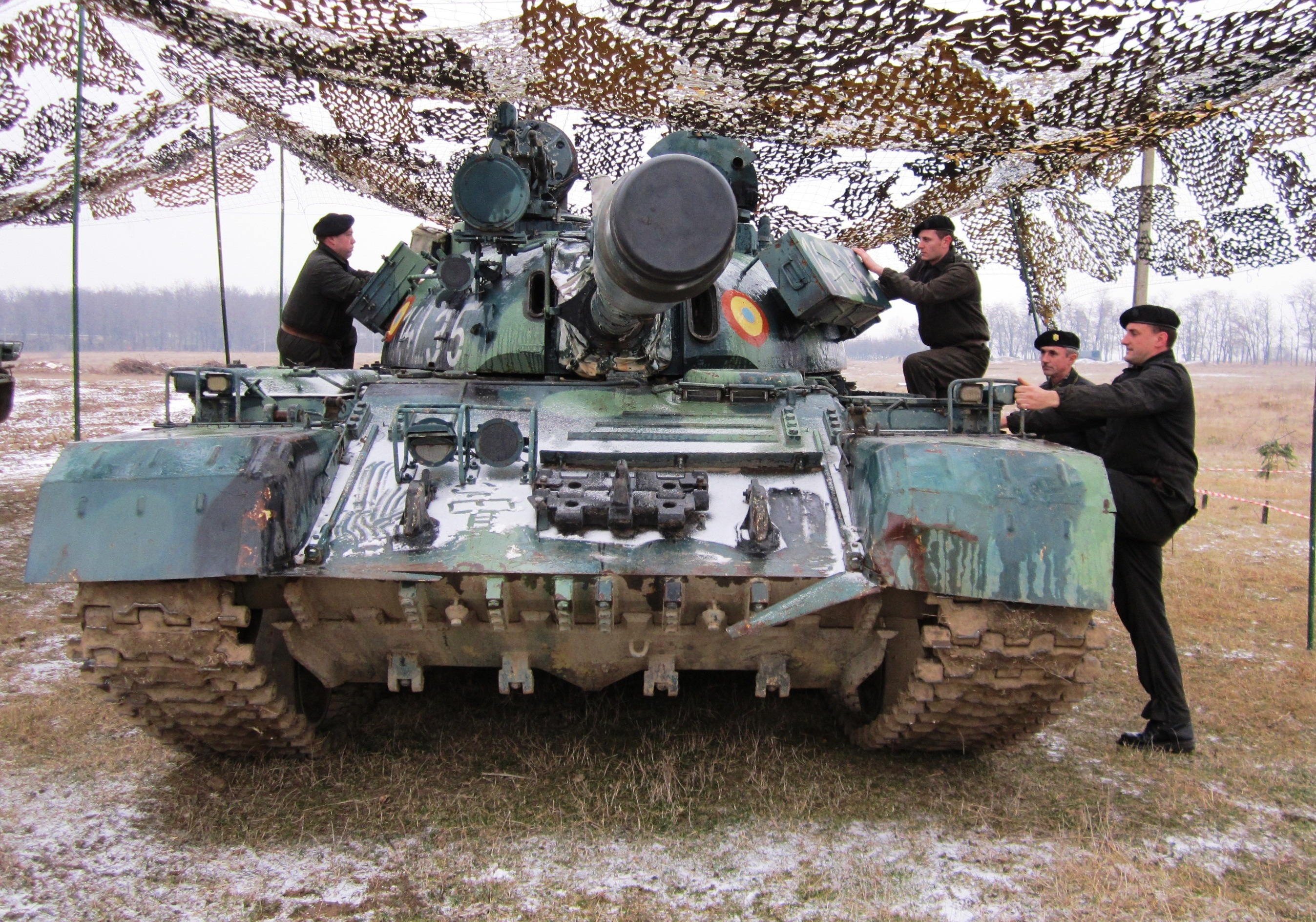
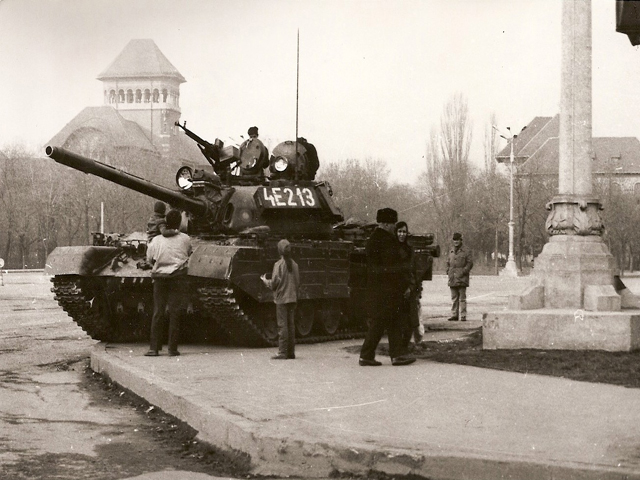
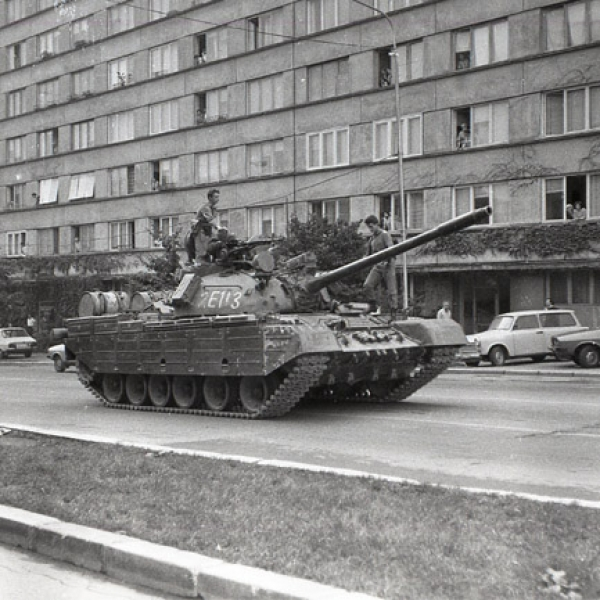
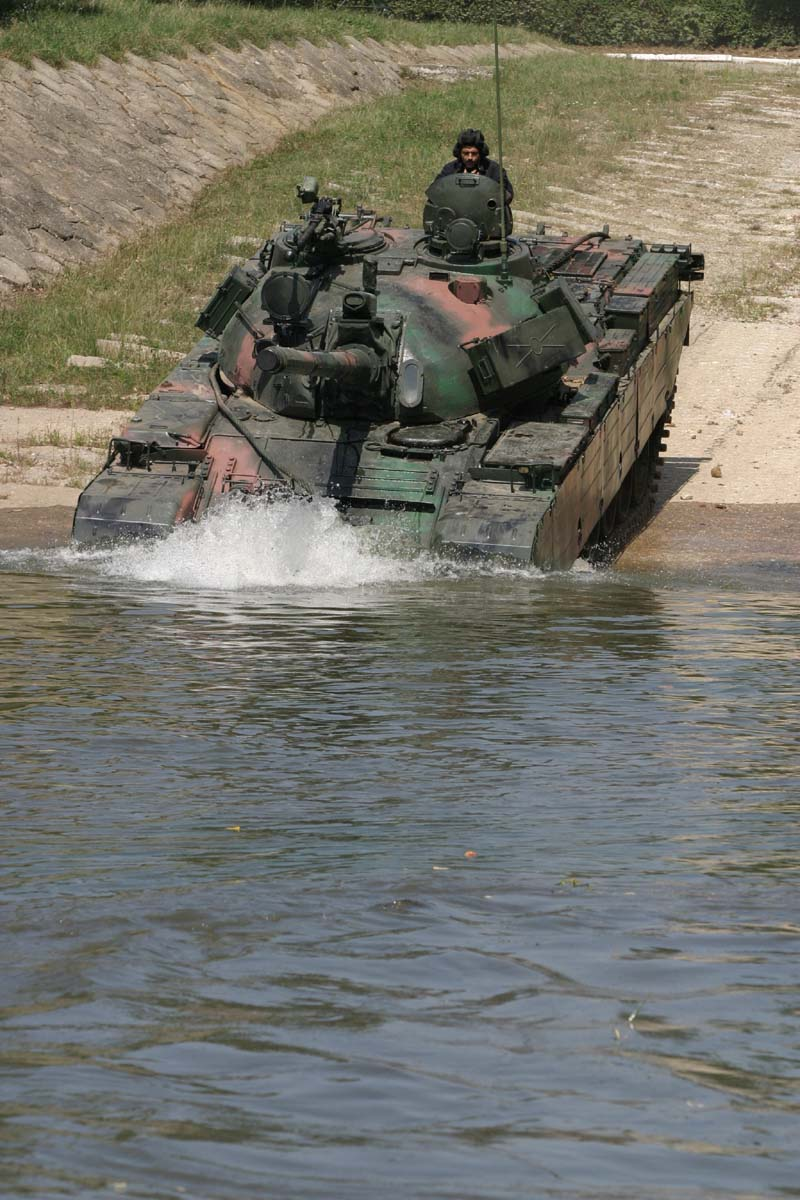
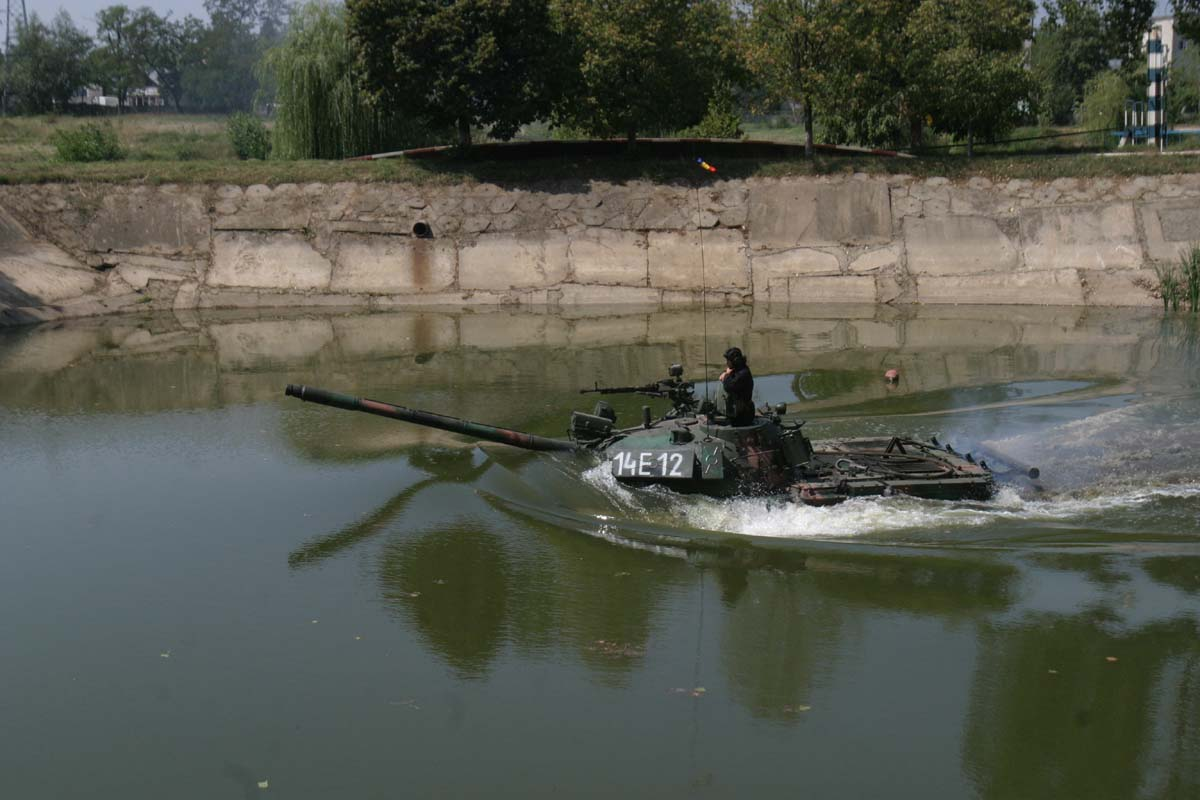
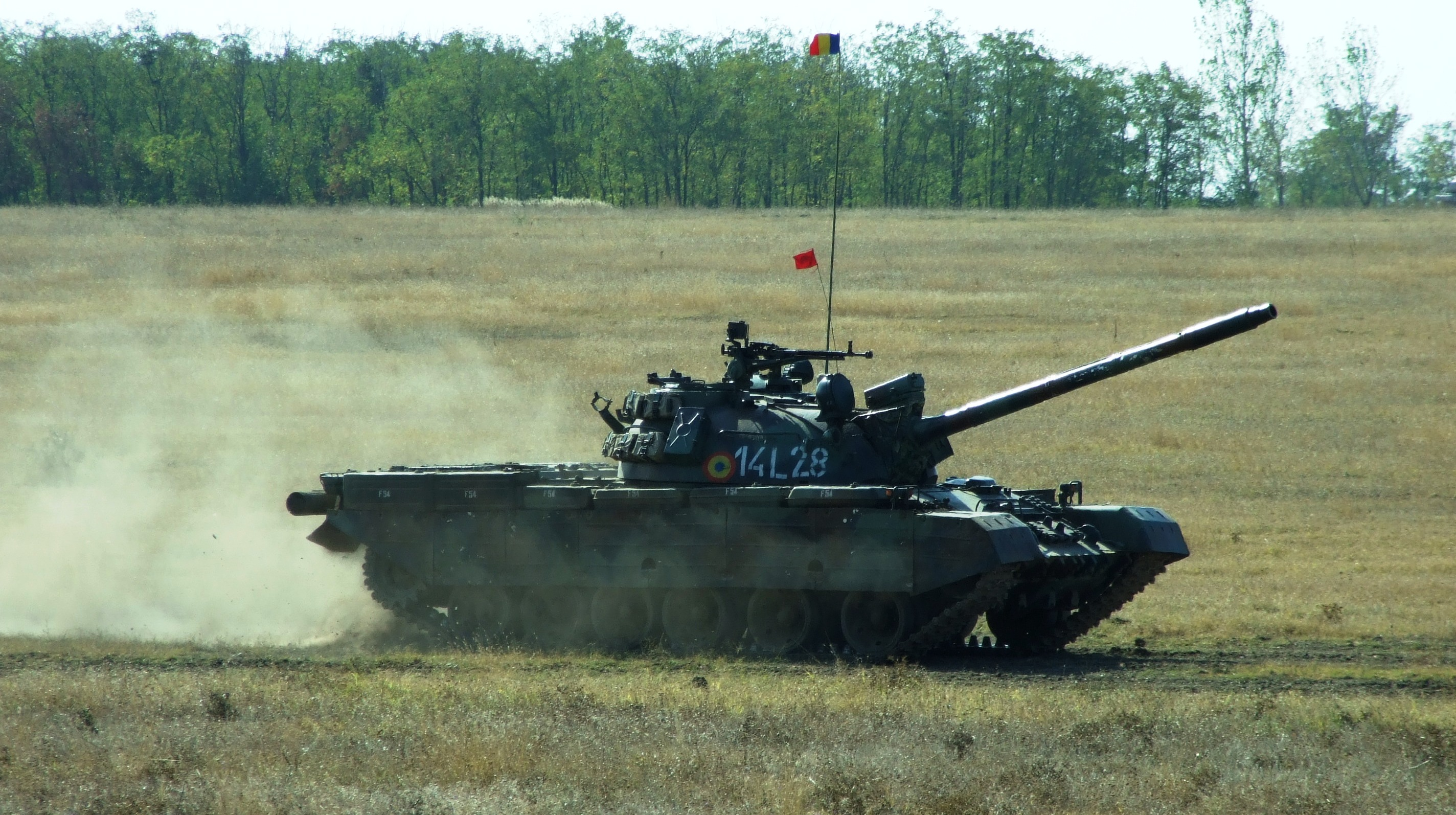
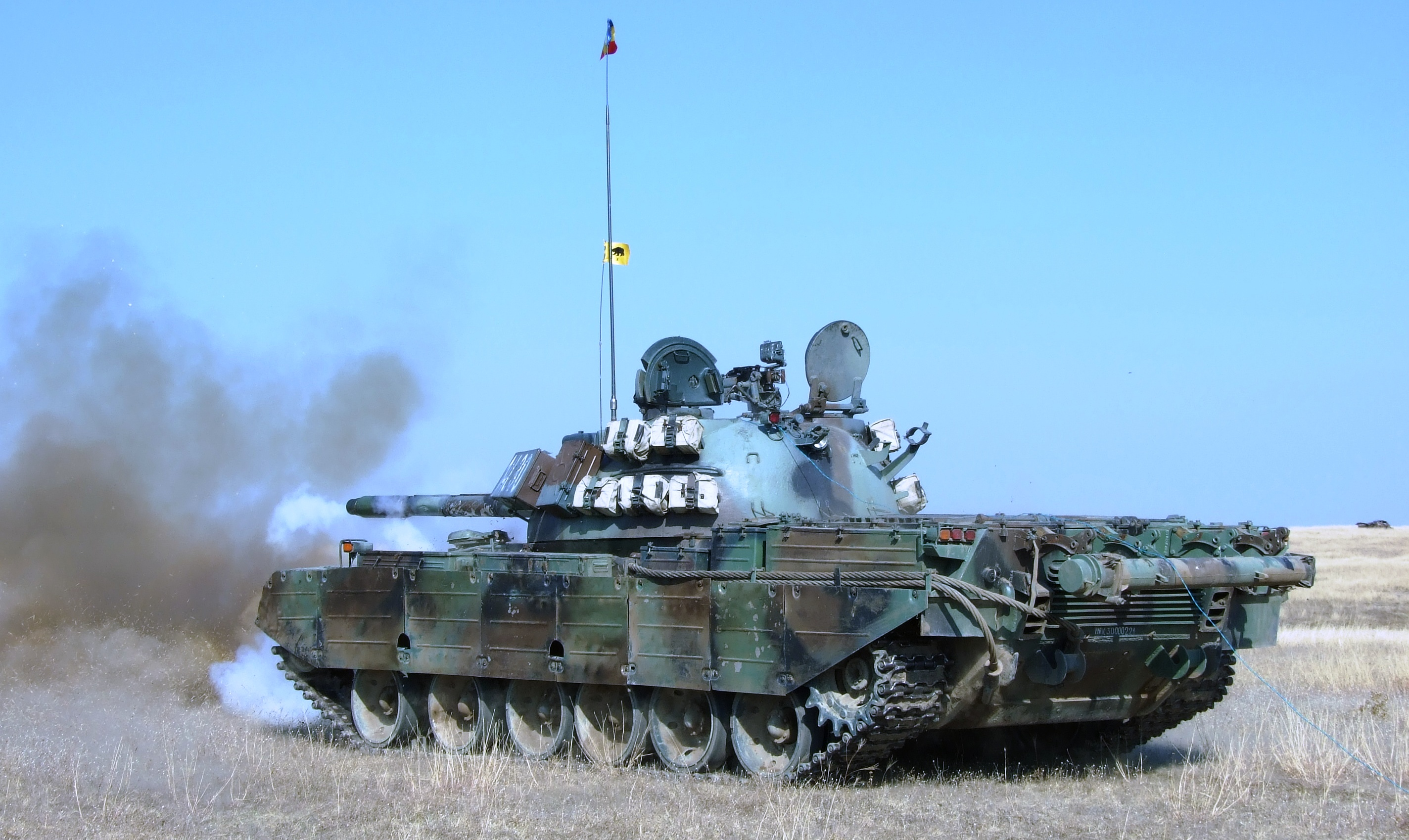